# Geszler Dorottya
Geszler Dorottya (Budapest, 1970. május 2. –) magyar műsorvezető.

## Élete
Geszler Mihály és Szikora Erzsébet gyermekeként született. Tanulmányait a Táncművészeti Főiskola táncpedagógus-képző szakán végezte el 1981 és 1992 között. 1999-ben elvégezte a felsőfokú marketing- és reklámmenedzser-képzőt.
1989-ben a Miss Hungary 3. helyezettje volt. Még ugyanebben az évben a Magyar Televíziónál kezdett dolgozni (Sportszombat, Popkorong, Pop20, Híradó, magazinműsorok, hostessvetélkedő, videóklip-fesztivál, telefonos játékok, Divatmagazin, Játék határok nélkül, Zenebutik, Zöld posta, Magyar felfedezők, Top 40, Telemázli, Naprakész Magazin). Az 1994-es táncdalfesztivál, az 1994-es Eurovíziós Dalfesztivál és a 2007-es Miss Universe Hungary műsorvezetője volt.
1992 óta a Geszler Dorottya Modellstúdió vezetője.
2025-ben a TV2 A nagy duett 7. évadában mutatta meg tehetségét a nézőközönség előtt. A produkcióban Stohl András párjaként versenyzett. 

## Filmjei
- Barátok közt ~ Módos Mercédesz (1999)